# Ivars Godmanis

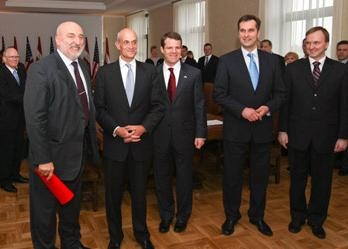
Ivars Godmanis (längst till vänster) vid mötet med den lettiska regeringen och företrädare för USA.

Ivars Godmanis, född 27 november 1951 i Riga, är en lettisk politiker och partiledare för det liberala partiet Lettiska vägen.
Godmanis var under sovjettiden aktiv i den breda självständighetsrörelsen Lettiska folkfronten och ledde som landets förste premiärminister från 7 maj 1990 till 3 augusti 1993 Lettland till internationellt erkänd självständighet 1991. 
År 1997 gick Godmanis med i Lettiska vägen och året därpå utsågs han till landets finansminister.
I parlamentsvalet den 7 oktober 2006 fick Lettiska vägen 8,6 procent av rösterna och tog plats i en borgerlig koalitionsregering där Godmanis blev inrikesminister.
Den 20 december 2007 tog Godmanis över som premiärminister efter den konservative Aigars Kalvītis. 
I början av 2009 skakades Lettland av den internationella finanskrisen. 
För att få 7,5 miljarder euro i internationella nödlån tvingades Godmanis genomföra drastiska budgetnedskärningar som i sin tur förorsakade massprotester, kravaller och bondeuppror. Fredagen den 20 februari kastade Godmanis in handduken och avgick sedan de två största koalitionspartierna, Folkpartiet och De grönas och böndernas förbund, dragit tillbaka sitt stöd för honom. 